# Aclla

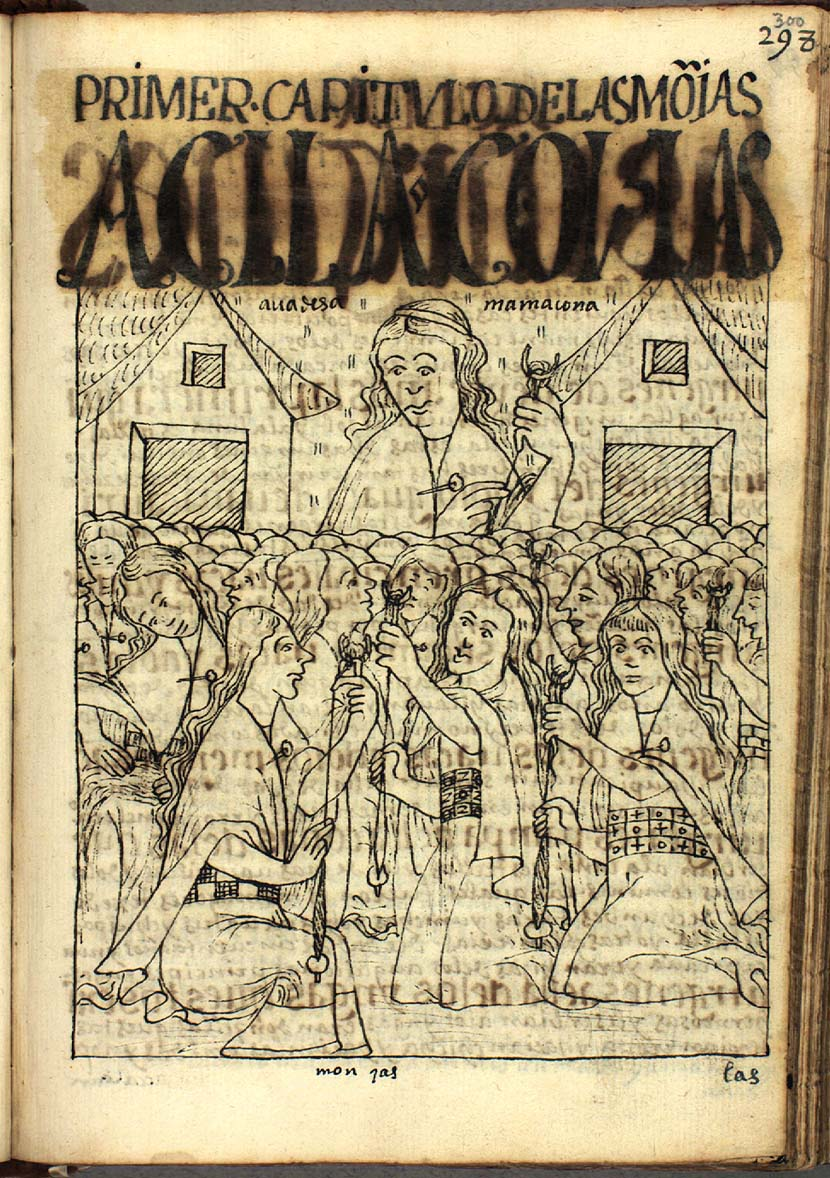
Le Accla rappresentate da Guaman Poma de Ayala

Le Aclla (dalla lingua quechua aqllasqa, prescelte) o Vergini del Sole, o Mamacona furono figure religiose femminili che ebbero una funzione cerimoniale, religiosa, produttiva ed economica nell'impero Inca.

## Scelta delle Aclla
Vi erano vari criteri nella scelta delle Aclla:
- Le figlie dei membri della famiglia dell'Inca venivano internate, educate e destinate a servire il dio Sole, in quanto solo le figlie degli Incas, che si riteneva discendessero direttamente dal dio, avevano sangue puro per poter espletare le funzioni di culto. Queste sacerdotesse venivano chiamate "mogli del Sole", differenziate dalle altre Aclla e considerate divine.

- L'Inca era solito scegliere alcune Aclla tra le figlie di famiglie nobili dell'impero in modo da rafforzare la loro posizione nella gerarchia. Per un nobile era motivo di orgoglio avere una figlia prescelta, sia per l'alto grado di educazione ricevuta durante il periodo di formazione, sia perché l'internato era garanzia di qualità del loro lignaggio e della loro incontestabile verginità. Queste Aclla erano chiamate "mogli dell'Inca".

- Un giudice o un commissario, chiamato Apupanaca, veniva inviato dall'Inca in ogni provincia con il compito di scegliere le bambine di età compresa tra otto e nove anni e di bell'aspetto. Queste bambine venivano inviate al Cuzco alla corte dell'Inca o assegnate ad altri templi nelle province dell'impero. La scelta delle Aclla aveva in questo caso un valore di tributo annuale. Questo metodo venne utilizzato talvolta dagli Inca come punizione per le popolazioni particolarmente ribelli e insubordinate: quando si verificava un fatto del genere, l'Inca ordinava di sequestrare le giovani nubili della popolazione ribelle e le faceva deportare e rinchiudere nei templi.[1]

## Tipi di Aclla
Le Aclla accedevano al tempio all'età di 8-9 anni e venivano affidate alla sorveglianza di una sacerdotessa più anziana, chiamata Mamacona che provvedeva alla loro sorveglianza, cura e istruzione con diversi fini. Nel periodo formativo, che durava fino ai 13-15 anni, esse venivano educate ad adempiere i servizi religiosi, ma soprattutto ricevevano un'educazione selettiva ed attenta, riservata alle classi superiori. Questa educazione contemplava ad esempio la coltivazione, cura e preparazione dei cibi e delle bevande (come la chicha) sia a fini religiosi che cerimoniali.
Erano divise in quattro categorie, in base al lignaggio e alla provenienza:
- Yuraq-Aclla (Prescelte bianche): corrispondevano alle sacerdotesse del Sole, avevano sangue reale e risiedevano unicamente nel Cuzco. Secondo Guaman Poma de Ayala, queste sacerdotesse passavano tutta la vita in convento e a loro non era permesso contrarre matrimonio.

- Huayru-Aclla (Prescelte dell'Inca): erano le mogli dell'Inca, non necessariamente di sangue reale, potevano provenire anche dalle province dell'impero.

- Pacu-Aclla (Prescelte istituzionalizzate): erano Aclla di nobili origini, mogli dei funzionari dello stato, come gli apu-curaca. Una volta terminato il periodo formativo e giunte alla pubertà, tra i tredici e i quindici anni, venivano presentate alla società per divenire mogli dei nobili.

- Yana-Aclla (Prescelte nere): erano Aclla provenienti dalla gente comune.[1]

## Castità
Le Aclla avevano l'obbligo della castità e nel caso non avessero osservato tale obbligo o soprattutto se fossero state sorprese in compagnia di un uomo, avrebbe significato per loro la condanna a morte, che veniva eseguita lasciando morire di fame la donna, in modo che non fosse la mano di un essere umano ad uccidere la sacerdotessa. Se la Aclla fosse rimasta incinta, ma non vi fosse stata prova della perdita della verginità, lo stato di gravidanza era attribuito all'esplicita volontà e azione del dio Sole e, automaticamente, il figlio sarebbe divenuto un figlio prediletto del dio Sole e come tale avrebbe ricevuto un trattamento di favore per il resto della propria vita.

## Acllahuasi

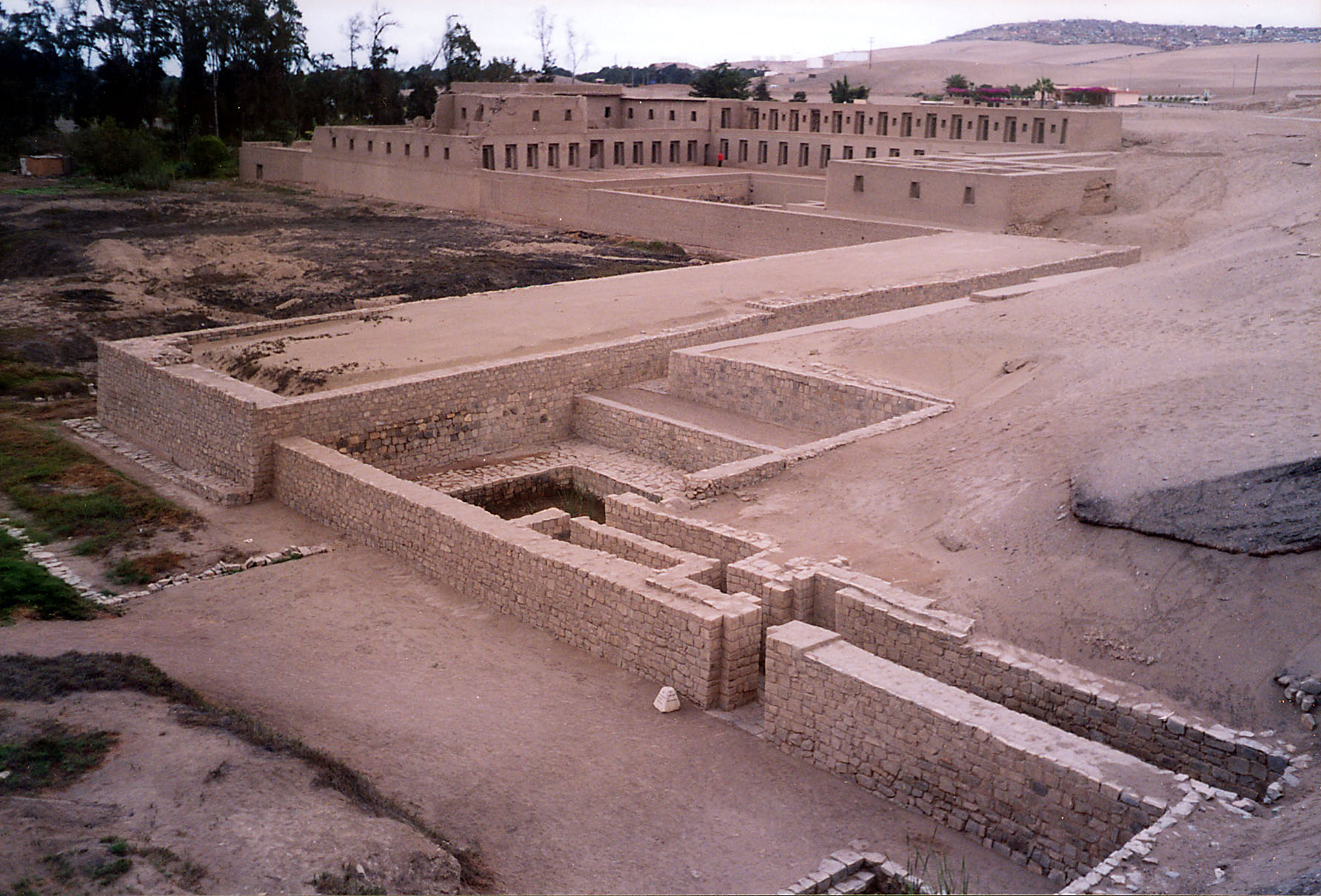
Acllahuasi a Pachacamac, Lima (Perù)

Le Aclla erano rinchiuse in templi chiamati Acllahuasi, dalla lingua quechua casa (huasi) delle prescelte (aclla).
Questi templi erano sparsi in tutto l'impero ed erano spesso costruiti nei pressi dei Templi al sole, in modo da garantire alle sacerdotesse un facile accesso al tempio e l'espletamento delle proprie funzioni.
Oltre agli alloggi e alle stanze residenziali, le Acllahuasi erano dotate anche di giardini e spazi dove le Aclla potevano dedicarsi all'allevamento del bestiame e alla coltivazione. Tali spazi erano chiamati intip muyan wayrur aclla (frutteti del Sole delle prescelte) e gli animali che allevavano intip llama (lama del Sole).